# Luigi Michelet
Luigi Michelet (Firenze, 25 luglio 1896 – Crespano del Grappa, 28 luglio 1918) è stato un militare italiano, tenente dell'esercito italiano in forza all'84º Reggimento di Fanteria della Brigata Venezia e poi al 74º Reggimento di Fanteria della Brigata Lombardia, decorato con la medaglia d'argento al valore militare.
Morì all'età di ventidue anni nei pressi dell'Ospedale di Crespano del Grappa, pochi mesi prima del termine del conflitto, a seguito dello scoppio di una bomba a mano. A lui è dedicata una scuola primaria ad Antella, frazione del comune di Bagno a Ripoli.

## Biografia
Luigi Michelet era unico figlio di una modesta coppia di domestici che risiedeva a Firenze. Il padre, Giuseppe Michelet, era originario di Conegliano Veneto, dove ancora oggi esiste il cognome Michelet, probabilmente originato dalla trasposizione nell'antico dialetto veneto della denominazione popolare utilizzata per definire spregiativamente i soldati di ventura spagnoli, chiamati appunto "micheletti" (e per questo Michelet è un cognome italiano da leggere con normale pronuncia italiana). La madre, Maria Benedetta Chiari, proveniva invece da San Benedetto in Alpe, dove ancora oggi sono rintracciabili discendenti della sua famiglia di origine. Luigi Michelet nacque quindi a Firenze il 25 giugno 1896.
Luigi Michelet fu battezzato a Firenze nel Battistero di San Giovanni e studiò, nonostante le modeste origini e risorse della famiglia, nell'Istituto Tecnico per Ragionieri di Firenze, apprendendo nel corso degli studi anche le lingue inglese e francese. Dopo un breve impegno come maestro volontario Luigi Michelet fu richiamato al servizio militare di leva ed esso coincise con lo scoppio della Prima Guerra Mondiale e la successiva entrata in guerra dell'Italia, che avvenne il 23 maggio 1915. Egli frequentò allora il corso allievi ufficiali di complemento presso l'Accademia Militare di Modena e fu inviato con il grado di sottotenente al Fronte di Guerra nell'area del Piave, dove fu autore di un'azione di valoroso coraggio nel corso della battaglia avvenuta il 29-30 settembre 1917 per la conquista dell'area montuosa soprastante la località di Madoni, nell'Altipiano della Bainsizza (oggi in territorio sloveno), al comando come tenente della sezione di mitraglieri dell'84º Reggimento di Fanteria della Brigata Venezia. Per tale azione Luigi Michelet fu pertanto insignito dell'onorificenza militare della Medaglia di Argento.
Dopo un breve periodo di assenza dal fronte di guerra poiché assegnato come istruttore nella Scuola Allievi Ufficiali di Caserta, Luigi Michelet rientrò in servizio operativo nell'area del Monte Grappa come tenente in forza al 74º Reggimento di Fanteria della Brigata Lombardia e, pochi mesi prima del 4 novembre 1918, in cui ebbero termine le azioni belliche sul fronte italiano, fu vittima, il 28 luglio 1918, dell'esplosione di una bomba a mano, spirando per le gravissime ferite riportate a soli 22 anni nell'Ambulanza Chirurgica d'Armata n. 1 nei pressi dell'Ospedale di Crespano del Grappa.
La salma fu in un primo momento inumata nel Cimitero Militare di Crespano del Grappa, da cui fu poi trasferita il 15 giugno 1921 nel Cimitero di Trespiano di Firenze. Il padre di Luigi Michelet morì dopo poco, il 6 maggio 1922, prima di vedere la Scuola Elementare di Antella, a Bagno a Ripoli (Firenze), intitolata a suo figlio con Delibera Podestarile del Comune di Bagno a Ripoli n. 62 del 7 marzo 1928, in memoria della sua azione di valoroso coraggio nella Prima Guerra Mondiale e del suo valido impegno come maestro volontario. La madre morì invece dopo il termine della Seconda Guerra Mondiale il 10 gennaio del 1946. Tutta la famiglia Michelet è adesso unita nel ricordo del figlio nella sepoltura comune ai suoi lati nel cimitero di Trespiano a Firenze, nel loculo n. 1129 nella Zona Levante.